# سر برکشیدن ونوس از قعر دریا

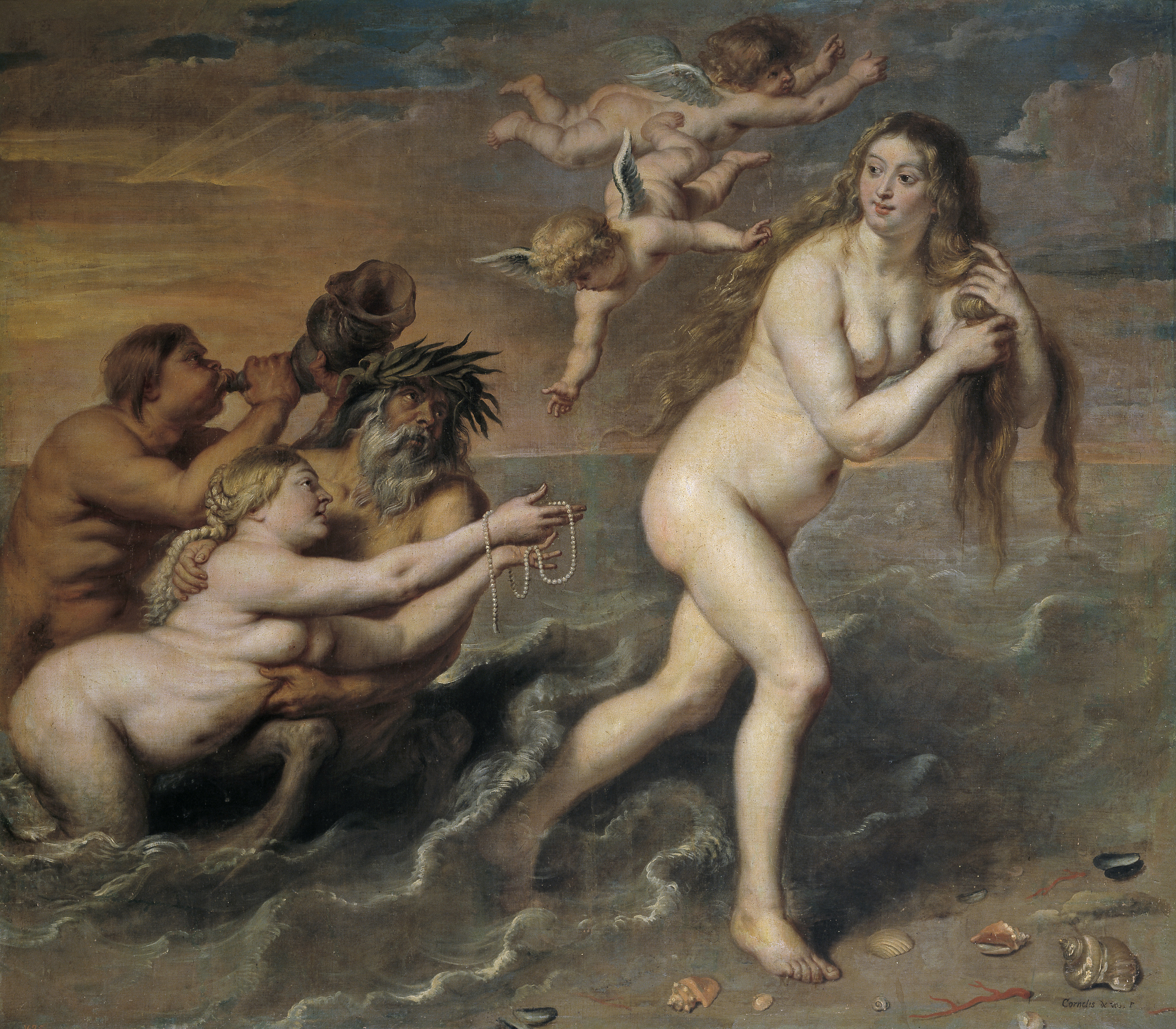
سر برکشیدن ونوس از قعر دریا، نام اثری است از کرنلیس د ووس، نقاش برجستهٔ فلاندر. این اثر اکنون در مالکیت موزه دل پرادو قرار دارد.

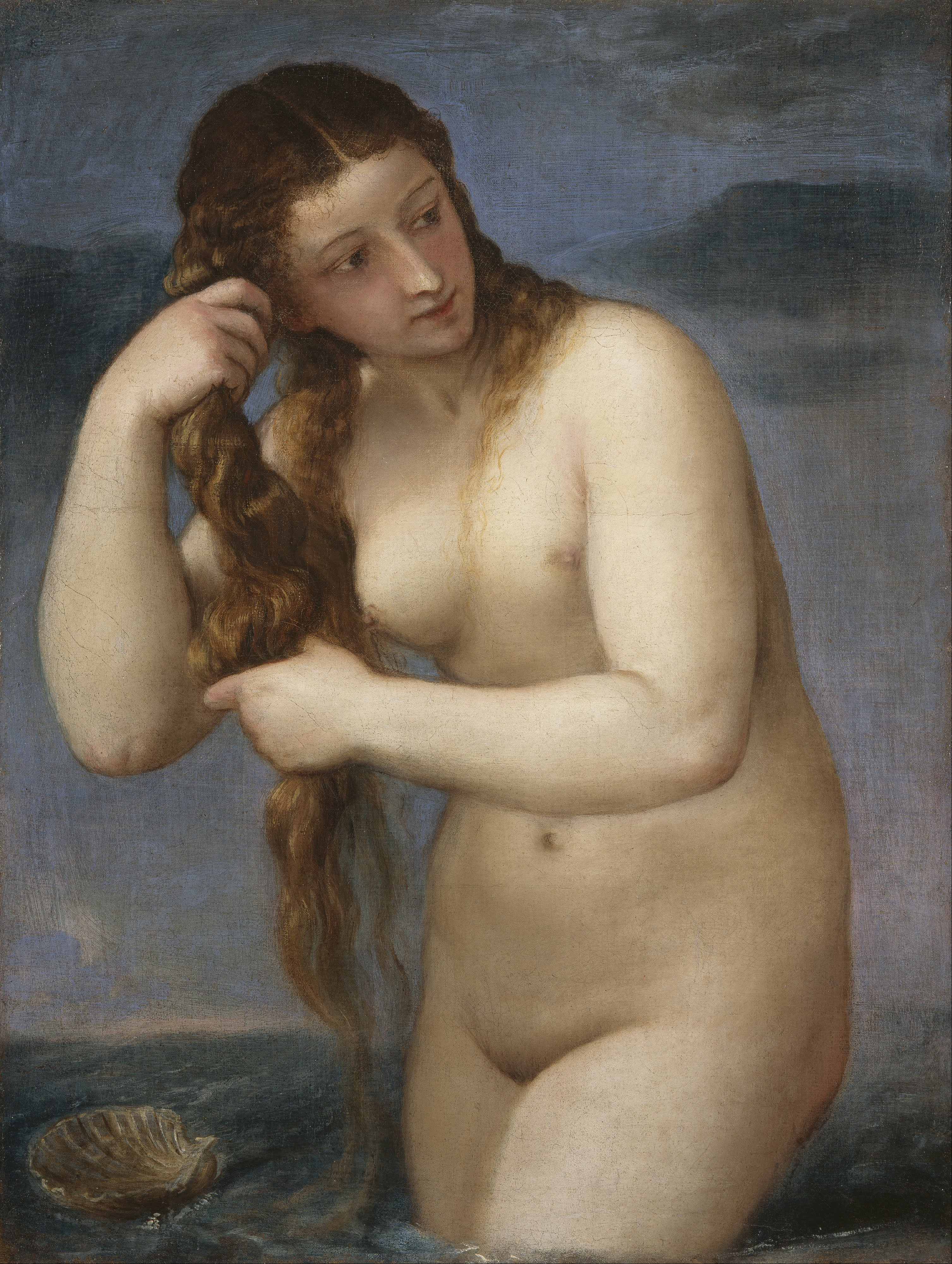
سر برکشیدن ونوس از قعر دریا، نام اثری است از تیسین، نقاش برجستهٔ ایتالیایی دوران رنسانس. این اثر اکنون در مالکیت نگارخانه ملی اسکاتلند قرار دارد.

سر برکشیدن ونوس از قعر دریا، یکی از نمادهای نمادین آفرودیته ونوس است که در آن افسانهٔ ظهور الههٔ ونوس در شمایل یک زن بالغ از اعماق دریا به‌تصویر کشیده شده‌است.
نخستین اثر هنری به این نام توسط آپلس، نقاش یونان باستان خلق شد، هرچند آن اثر دیگر برجای نمانده است، اما پرداختن به این موضوع، هرگز به طور کامل در هنر غربی از بین نرفت و در رنسانس ایتالیا با شکوفایی بیشتر در باروک و روکوکو در اواخر سدهٔ ۱۹ میلادی در آثار آکادمیک بسیاری تکرار شد. در آثار هنری پدیدآمده معمولاً سر برکشیدن ونوس از قعر دریا و یا پا نهادنش بر ساحل به تصویر کشیده شده‌است.
در آثار هنری مرتبط با زایش ونوس، صدف معمولا به عنوان نمادی از آلت تناسلی زنانه تصویرگری شده‌است.

## نگارخانه

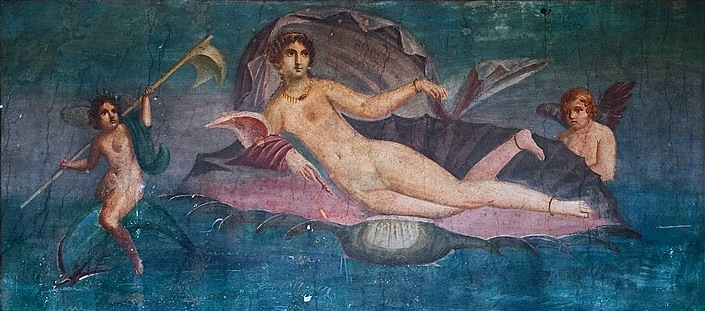
ونوس در صدف کشف‌شده بر دیواری در پمپئی به سال ۷۹ پیش از میلاد
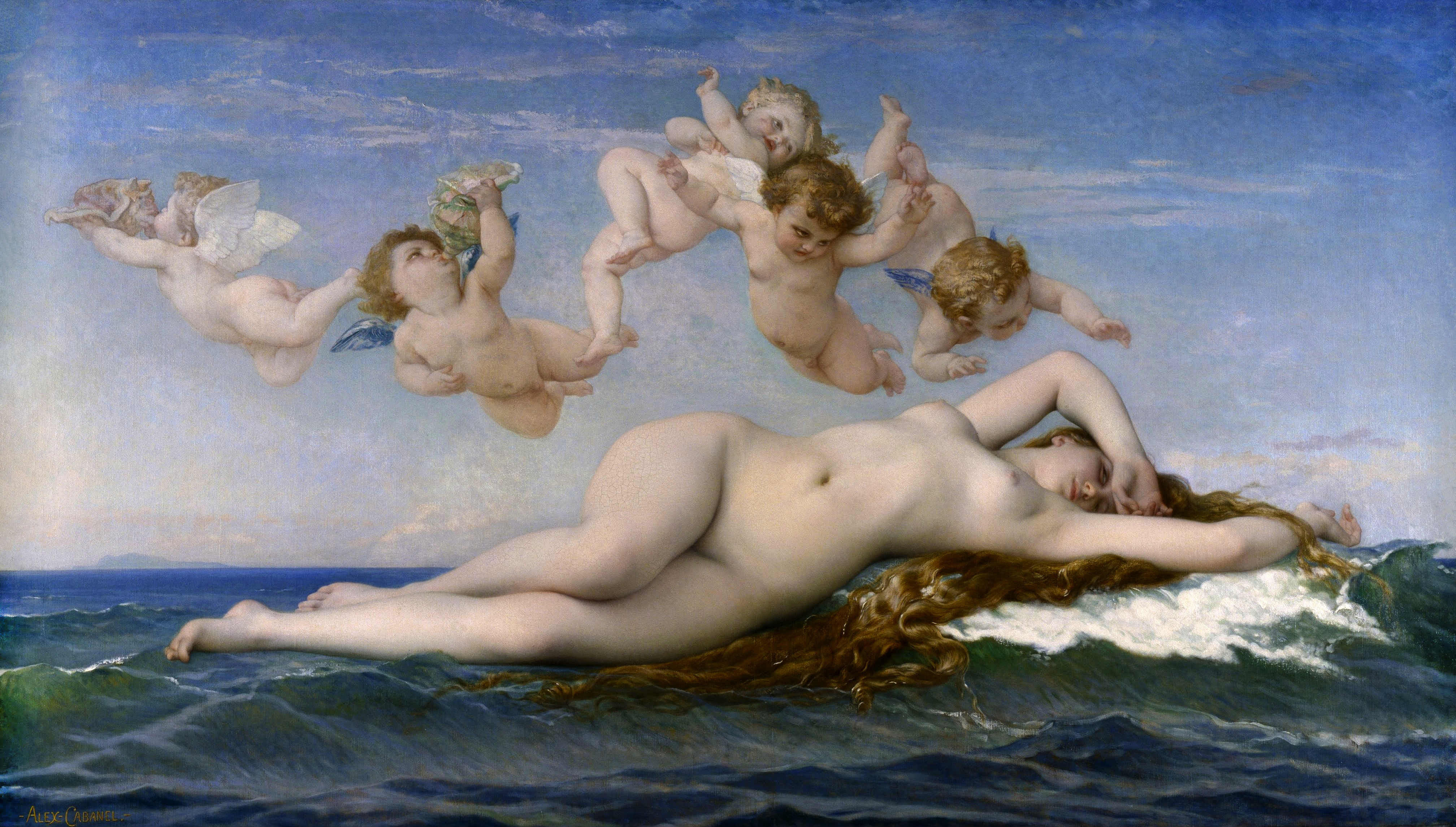
زایش ونوس ۱۸۶۳ م. اثر الکساندر کابانل موزه اورسی
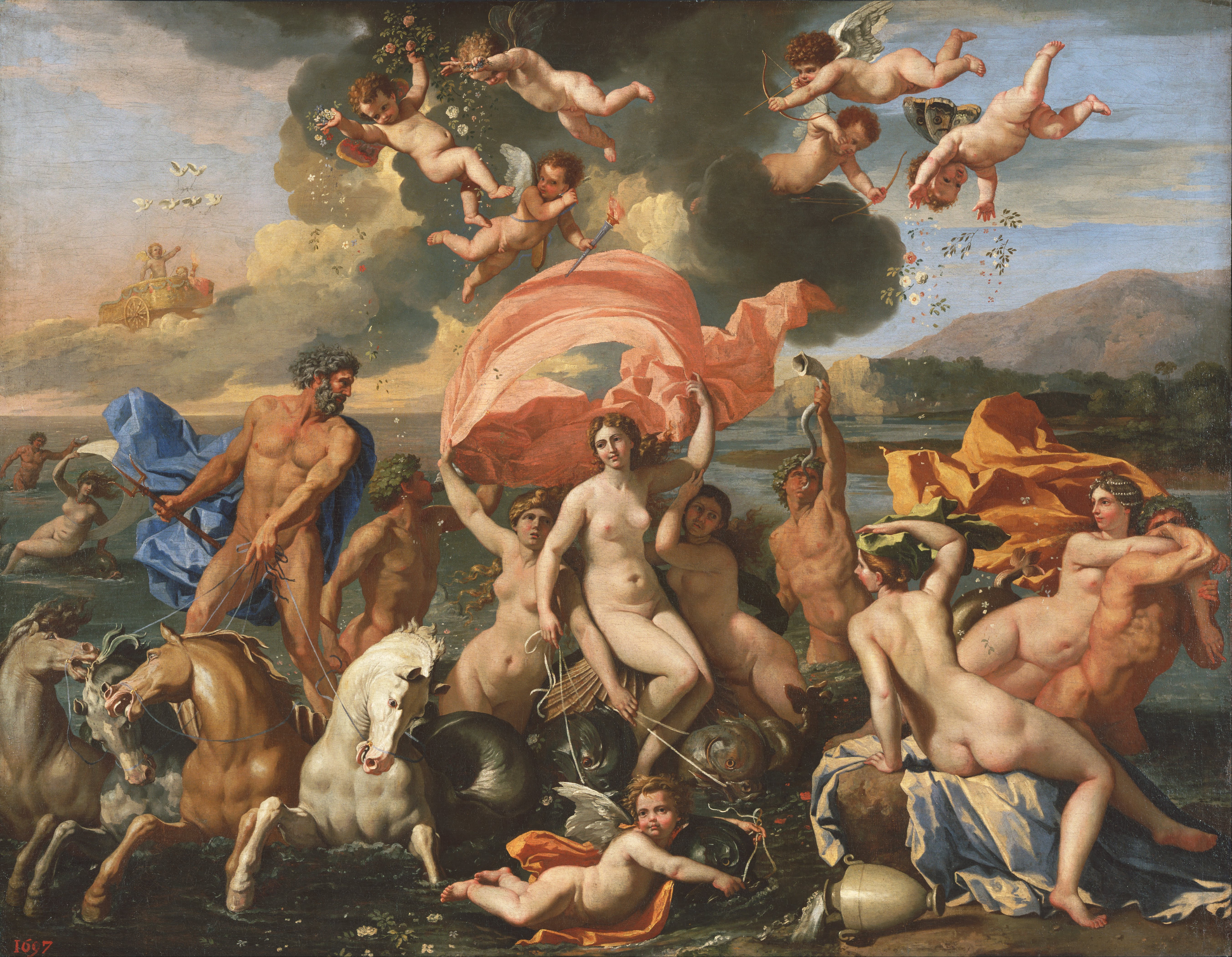
زایش ونوس ۱۶۳۵ م. اثر نیکولا پوسن موزه هنر فیلادلفیا
زایش ونوس حدود ۱۴۸۶ م. اثر ساندرو بوتیچلی گالری اوفیتزی
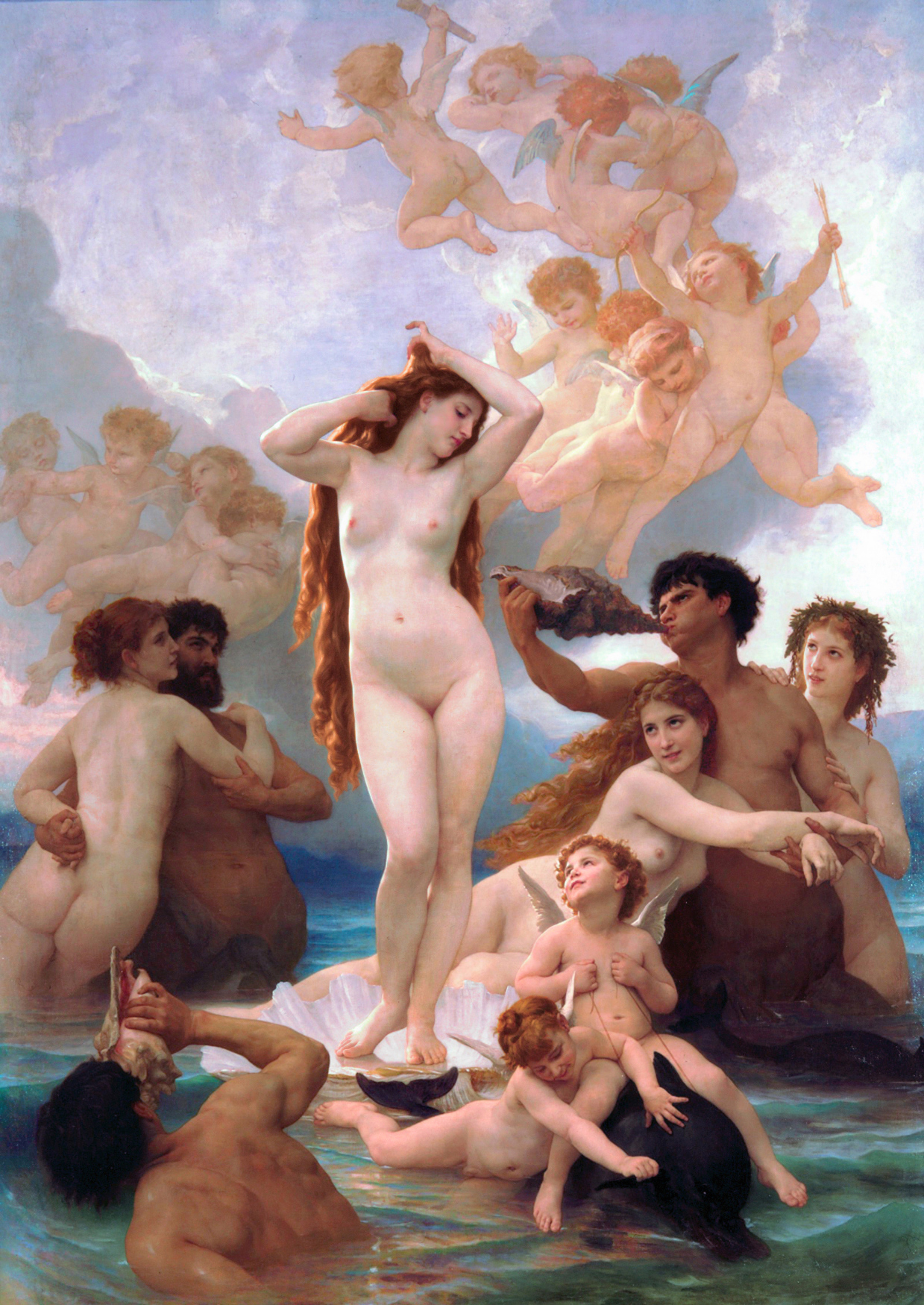
زایش ونوس ۱۸۷۹ م. اثر ویلیام-آدولف بوگرو موزه اورسی
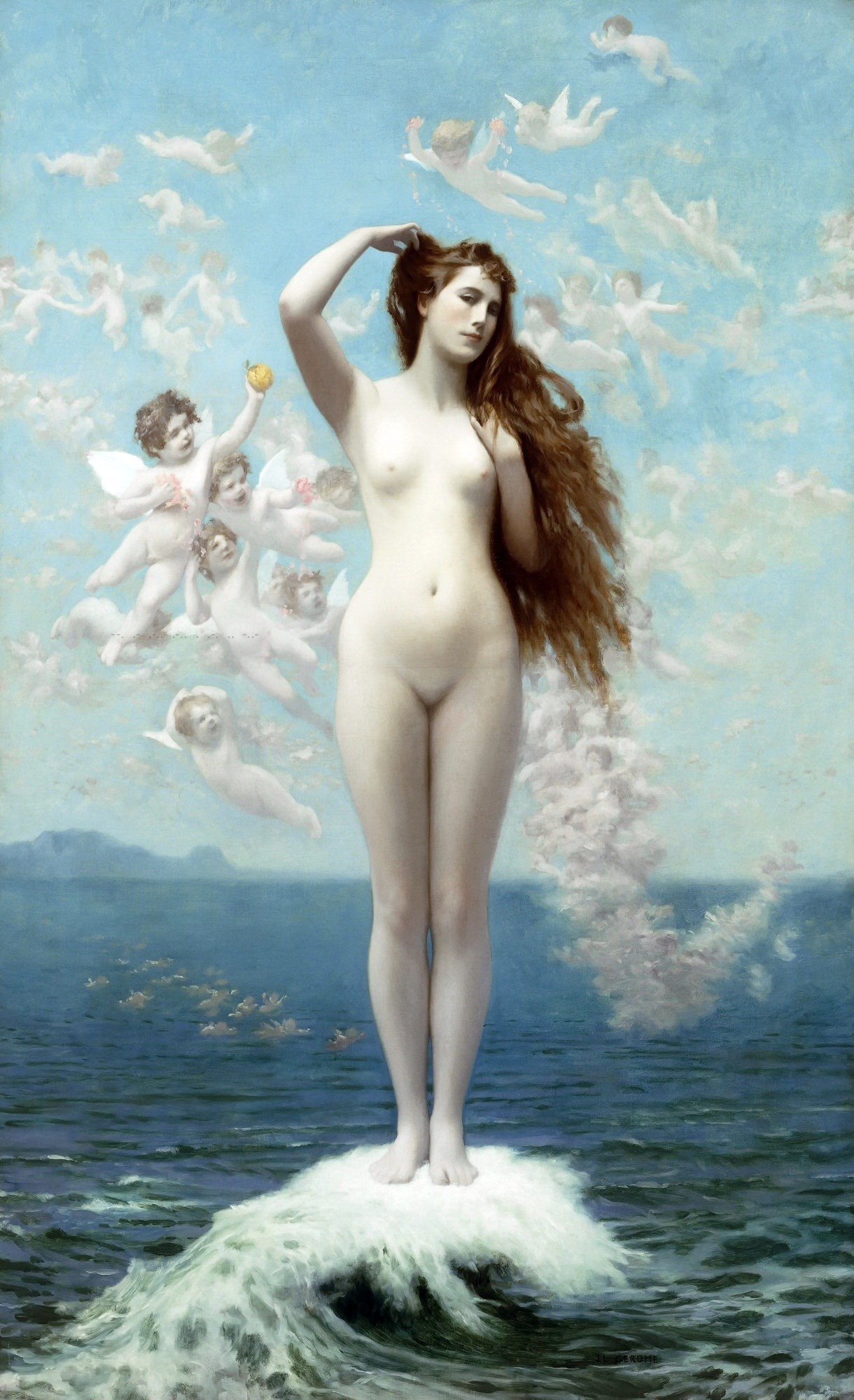
طلوع ونوس ۱۸۹۰ م. اثر ژان-لئون ژروم مجموعهٔ شخصی
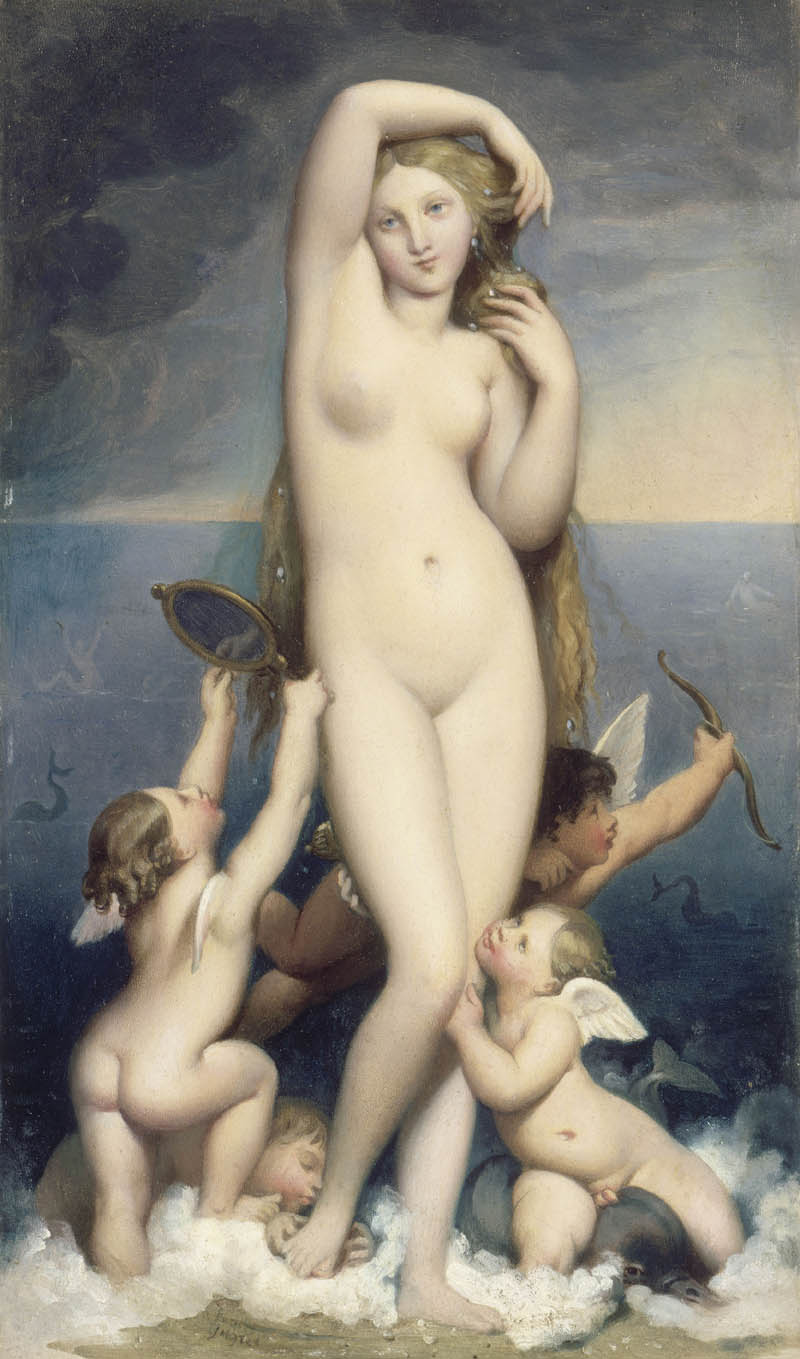
زایش ونوس بین ۱۸۲۵ و ۱۸۵۰ م. اثر ژان اگوست دومینیک انگر موزه لوور
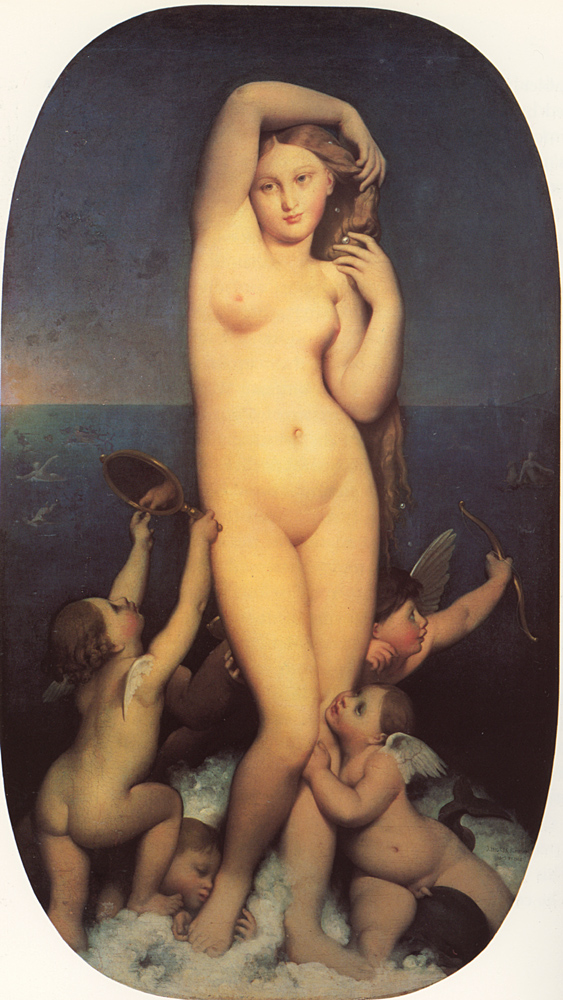
سر برکشیدن ونوس بین ۱۸۰۸ و ۱۸۴۸ م. اثر ژان اگوست دومینیک انگر
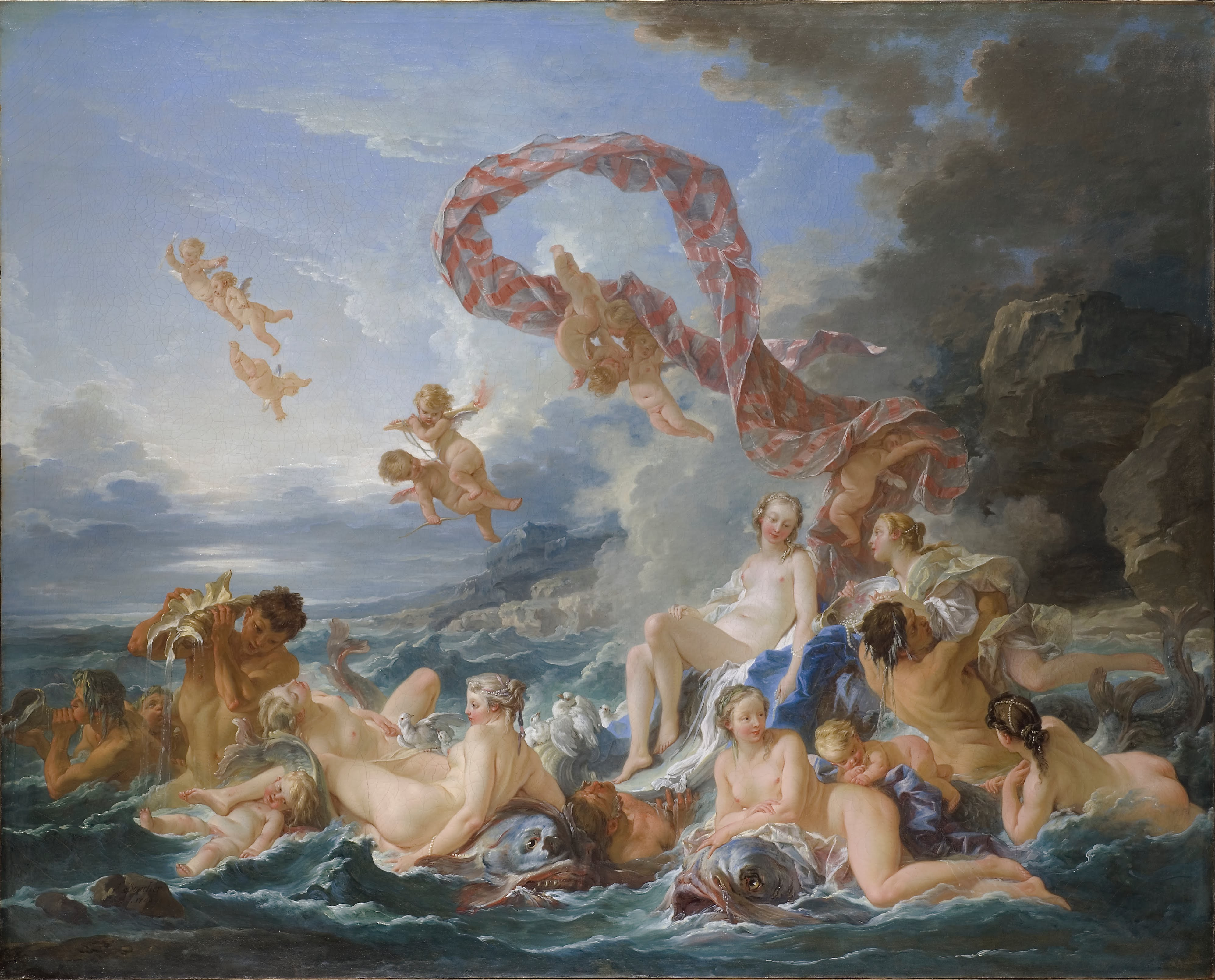
شکوه ونوس ۱۷۴۰ م. اثر فرانسوا بوشه موزه ملی سوئد
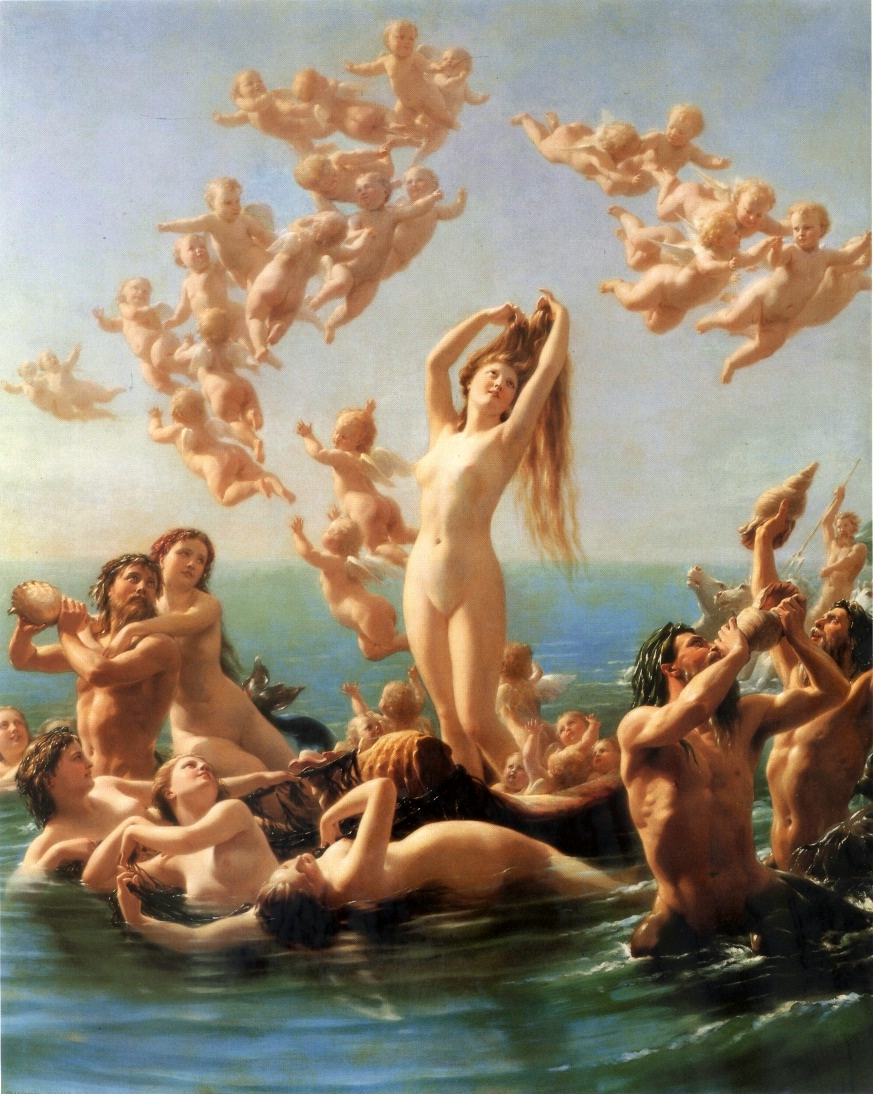
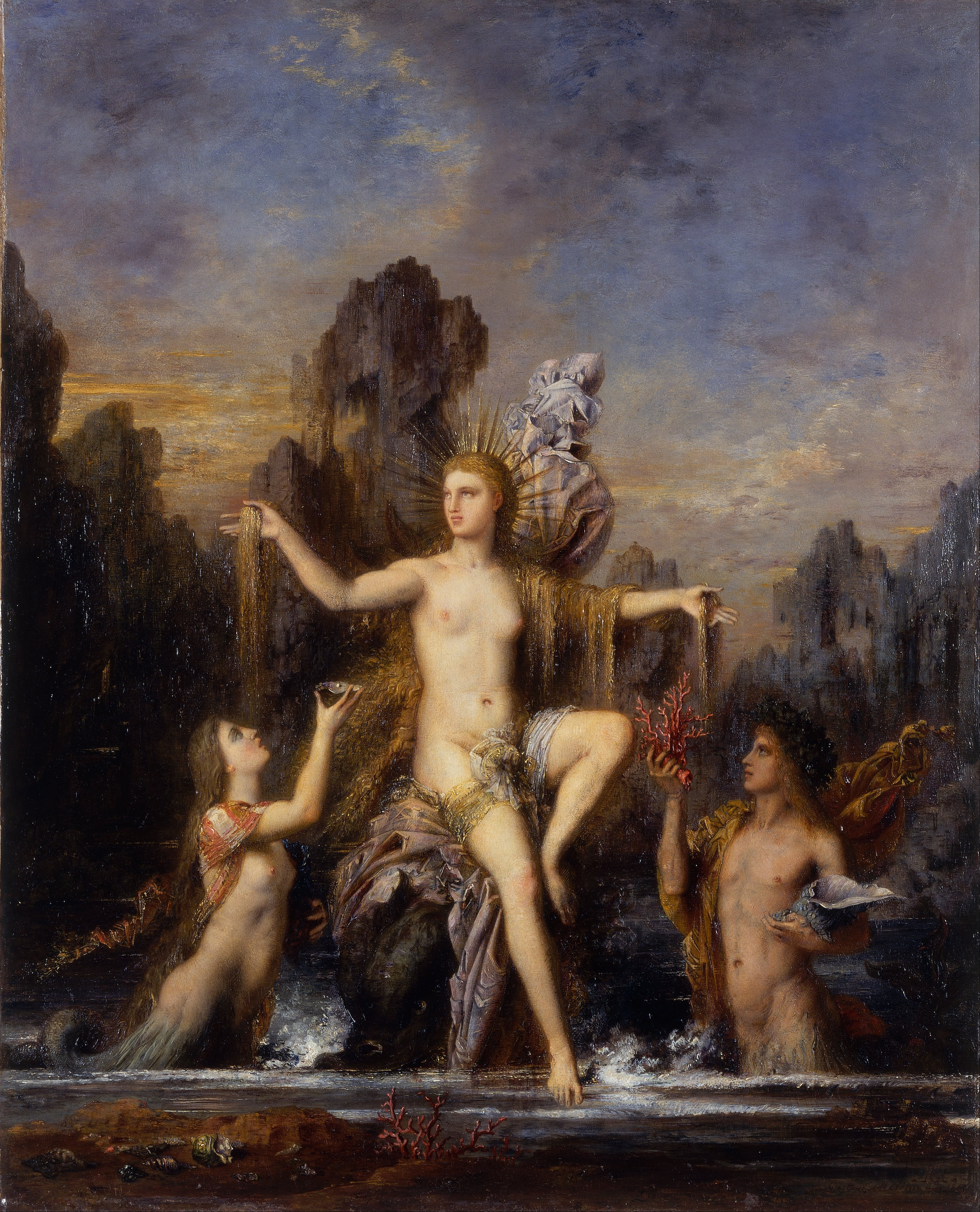
سر برکشیدن ونوس از قعر دریا ۱۸۶۶ م. اثر گوستاو مورو موزه اسرائیل
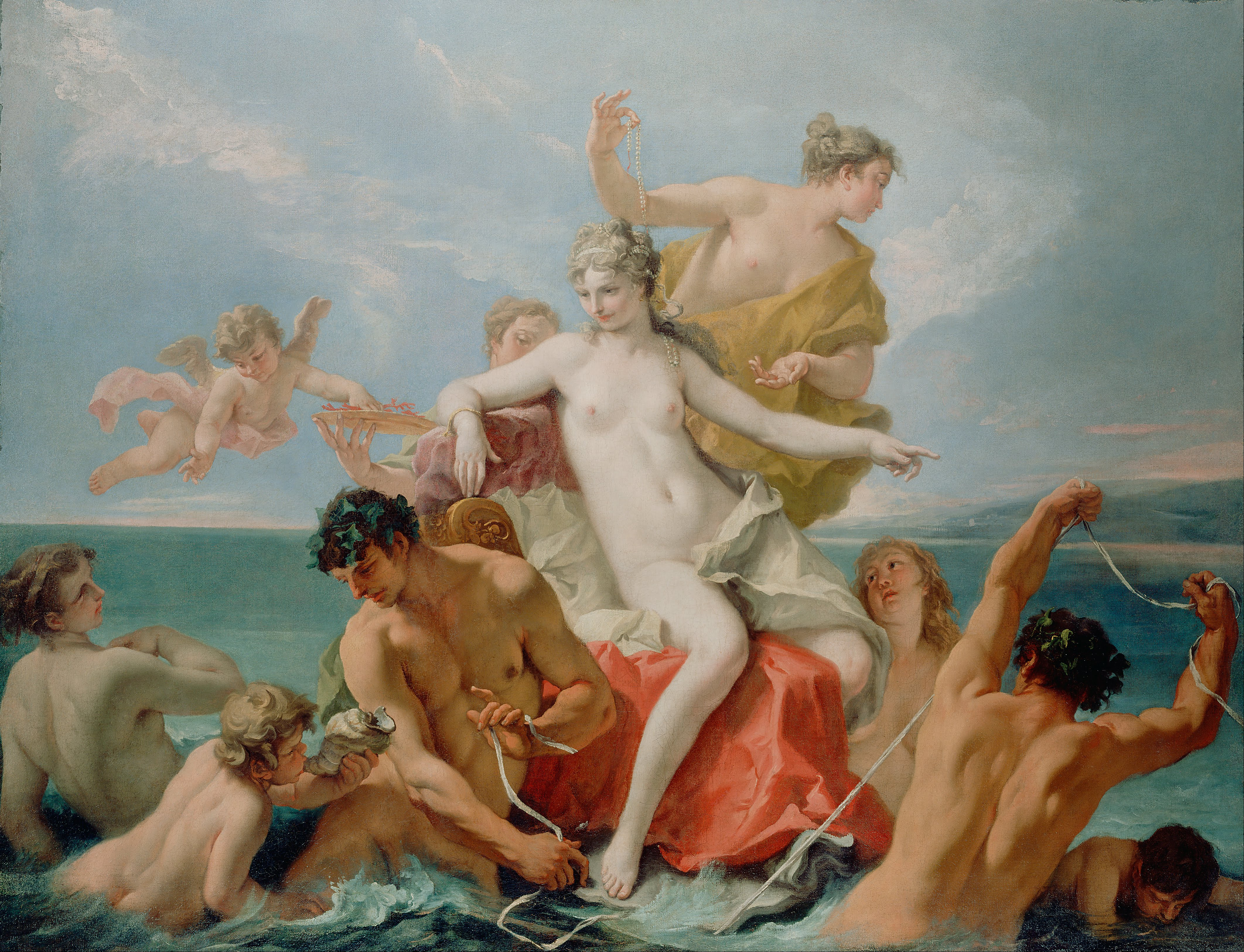
شکوه ونوس در دریا
حوالی ۱۷۱۳ م.
اثر سباستیانو ریچی
مرکز گتی